# Znát svou cibuli
Znát svou cibuli (v anglickém originále Know Your Onions) je druhý díl 7. řady amerického televizního seriálu Agenti S.H.I.E.L.D. Epizodu režíroval Eric Laneuville a scénář k ní napsal Craig Titley. Titulní role si zopakovali z předchozího dílu Clark Gregg, Ming-Na Wen, Chloe Bennet, Elizabeth Henstridge, Henry Simmons, Natalia Cordova-Buckley a Jeff Ward. Ve vedlejších rolích se objevili Joel Stoffer, Patton Oswalt, Darren Barnet, a Nora Zehetner kteří si také zopakovali role z předchozího dílu.
Epizoda obsahuje zmínky o Stevu Rogersovi a Red Skullovi a je napojena na film Captain America: První Avenger, díky séru pro super-vojáky.
Díl měl premiéru 3. června 2020 na stanici ABC, kde ho sledovalo 1,5 miliónů diváků. Epizoda sklidila pozitivní recenze, ale menší než u předešlého dílu.

## Děj
V návaznosti na předchozí díl Mack a Deke přesvědčí Freddyho, aby mu pomáhali a ochránili ho před Chronicomy, zatím co on doručí zásilku. 
Mezitím dorazí do baru za Johnsonovou a Coulsonem Simmonsová s Yo-Yo. Simmonsová vyjme kulku z Violy, Freddyho kontaktu, čímž jí zachrání život. Tým se ale následně musí ukrýt, protože do baru přijdou Chronicomové. Během jejich schovávání, se ale probere Viola a kopne do bedny, ze kterém spadne láhev vína, ale Yo-Yo se nedokáže rozběhnout, láhev se rozbije a upozorní na ně. Chronicomy ale odradí Koenig, tudíž tým nenajdou a Chronicomové následně odejdou. Po rozhovoru s Violou si tým uvědomí, že je agentkou Hydry a předala Freddymu tajnou přísadu na vytvoření séra pro super-vojáky. Tým se proto vrátí do Zephyru, ale spolu s Koenigem, který na tom trval. Enochovi, který mezitím musel zastavit Mayovou, která chtěla do terénu, ale nebyla ještě uzdravená, se pokusí kontaktovat Deka a Macka. Mezitím Mayová, která poprvé vidí Coulsona jako LMD se přes to, že se nechtěla uspat, nakonec uspat nechá, ale týmu se zdá, že není Mayová v pořádku.
Mack s Dekem a Freddym mezitím dorazí na nádraží, kde se Mack rozhodne prozkoumat Freddyho zásilku, ve které následně najde sérum. Mezitím se Zephyru podaří spojit s Dekem. Johnsonová, která se dozví, že Deke má zbraň a je spolu s Malickem na nádraží, nařídí mu, aby ho zastřelila. Mack mu to zakáže, Deke nevystřelí a mezitím přijede tým ze Zephyru a pomůže jim v boji proti Chronicomům. Freddymu se ale podaří utéci s agentem Hydry, a po rozhovoru střelí Koeniga, který mu chtěl dodávku rozmluvit, do ramene. Simmonsová mezitím zavolá tým, jelikož jí naběhl nečekaný odpočet pro další časový skok. Tým se stihne vrátit do Zephyru, ale Enoch, který šel pomoci Koenigovi to nestihne. Tým se Zephyrem skočí pryč a Enoch zůstane v roce 1931.

### Závěrečná scéna
Enoch, který nestihl nastoupit do Zephyru zůstane v roce 1931, ale Koenig, kterému Enoch pomohl, ho zaměstná ve svém baru. Na oplátku se chce Koenig dozvědět od Enocha vše o S.H.I.E.L.D.u a LMD.

## Obsazení

### Hlavní role
- Clark Gregg jako Phil Coulson (LMD)
- Ming-Na Wen jako Melinda Mayová
- Elizabeth Henstridge jako Jemma Simmonsová
- Chloe Bennet jako Daisy Johnsonová / Quake
- Henry Simmons jako Alphonso „Mack“ MacKenzie
- Natalia Cordova-Buckley jako Elena „Yo-Yo“ Rodriguezová
- Jeff Ward jako Deke Shaw

### Vedlejší role
- Joel Stoffer jako Enoch
- Patton Oswalt jako Ernest „Hazard“ Koening
- Darren Barnet jako Wilfred „Freddy“ Malick
- Tobias Jelinek jako Luke[11]

Dále také Nora Zehetner, která ztvárnila Violu, kontakt Freddyho, z předchozí epizody.